# Bert Sloth Blaauboer
Lambertus Cornelis (Bert) Sloth Blaauboer (Soerabaja, 6 juli 1915 - Noordzee, 1941) was een Delftse ingenieur bij Rijkswaterstaat, verzetsstrijder en Engelandvaarder.

## Levensloop

### Familie en opleiding
Bert Sloth Blaauboer was de zoon van Louis Cornélis Lambertus Willem Sloth Blaauboer, een Delftse civiel-technisch ingenieur, en Henriette Beijerman. Beide waren in 1909 in het huwelijk getreden. Zijn vader was hierna werkzaam als adjunct-ingenieur bij de dienst Weg en Werken in Nederlandsch-Indië. Bert werd aldaar in 1915 geboren in Soerabaja, maar in het jaar erop was de familie al weer terug in Delft. In 1920 werd vader Louis compagnon bij het Ingenieursbureau v/h J. van Hasselt & De Koning, het latere Haskoning.
In 1933 behaalde Sloth Blaauboer zijn gymnasiumdiploma, en startte zijn studie aan de Technische Hogeschool te Delft. Hij werd daar lid van het Delftsch Studenten Corps, en ging roeien bij D.S.R.V. Laga. Bij Laga werd hij ook actief als roeicoach samen met Hilko Glazenburg, die later in het verzet in de Stijkelgroep actief werd. In 1936 nam Sloth Blaauboer deel aan de Olympische selectiewedstrijden op de baan te Sloten, waarbij hij in de Laga-Maascombinatie roeide als boeg. Hij bleef bij roeivereniging Laga betrokken, en was aanwezig op de  Varsity in 1939.
In juni 1936 behaalde Sloth Blaauboer het propedeuse examen in civiele techniek, in november 1938 behaalde hij het kandidaatsexamen voor civiel ingenieur, en in mei 1940 slaagde hij voor het ingenieursexamen. Na divers commissiewerk in de laatste jaren was hij ook gaan reflecteren op het Delftse studentenleven en sprak samen met prof. ir J. Muysken op een congres daarover.
Na zijn studieafsluiting in 1940 werd Sloth Blaauboer bij Rijkswaterstaat aangenomen om bruggen te bouwen.  In Delft had hij vanaf 1934 aan de Oude Delft 206 gewoond, en na zijn studie was hij naar Nijmegen verhuisd. 

### Oorlogstijd
Na het uitbreken van de Tweede Wereldoorlog raakte Sloth Blaauboer bij het Nederlands verzet betrokken. Hij was een van de oprichter van de groep van Hattem rond Han van Hattem en Lodewijk van Hamel. Sloth Blaauboer was daarbij betrokken als marconist.
Begin september 1941 probeerde hij vanuit Noordwijk in een vouwkano naar Engeland te roeien samen met Koos Schouwenaar, Olympisch roeier in 1928. Ze kwamen niet aan. De zee was dagenlang heel kalm, en het is een altijd raadsel gebleven hoe zij zijn omgekomen.
In die tijd hadden de achtergebleven familieleden echter wel een bericht ontvangen, dat hij in Engeland was aangekomen. Pas na herstel van de communicatie in 1944 bleek dit echter niet het geval.

### Persoonlijk
Sloth Blaauboer was de jongste broer van de vier jaar oudere Louise Henriëtte (Lies) Röling, die in 1931 trouwde met Bert Röling.

## Eerbetoon
- In 1945 waren Sloth Blaauboer met ander oud-redactieleden Johan Barthold Frans van Hasselt, Coen de Jongh en J.W. van Pienbroek tot erelid van het Delftsch Studentencorps benoemd, en als zodanig herdacht door de redactie van het toenmalige herdenkingsnummer van de Spiegel. In het blad werd een korte scherts aan hem opgedragen.[24]
- In 1951 vernoemde de Delftse roeivereniging LAGA twee boten naar Engelandvaarders; een naar Jan van Blerkom, en een naar Bert Sloth Blaauboer.[25]
- Sloth Blaauboers naam staat vermeld op een herdenkingsplaquette van het Stedelijk Gymnasium Nijmegen omtrent oorlogsdoden van Nijmegen of elders in 1940-1945.[26]